# Edson Queiroz (Fortaleza)
Edson Queiroz é um bairro situado na Zona Sul de Fortaleza, Ceará.
Juntamente com Aldeota, Papicu, dentre outros bairros da região, forma área nobre fortalezense.

## História
Hoje conhecido como Edson Queiroz, em uma homenagem ao empresário que construiu nas proximidades a Universidade de Fortaleza, na década de 1970, o local tinha o nome de Água Fria e abrigava ali diversas salinas e manguezais, como toda a região às 
margens do Rio Cocó.
No entanto, com o deslocamento de várias famílias,  o que antes era uma região de sítios e chácaras, cujas boas partes das terras predominantemente pertenciam ao empresário Patriolino Ribeiro, rapidamente ganhou outra  conformação urbana e passou a ser identificada como Favela do Dendê. Hoje muitos dos habitantes preferem o nome Edson Queiroz e como se trata de um extenso local, há várias localidades, como Favela da Rossinha, Baixada, Juca antes conhecido como Campo devido antes haver um campo de futebol antes da ocupação ,  Gelo Comunidade Chico Mendes mais conhecido como Sem Terra 1. A comunidade mais conhecida do bairro, a Favela do Dendê. 
Pode-se dizer que no bairro Edson Queiroz convivem lado a lado, a pobreza extrema e a riqueza, uma verdadeira desigualdade social, visto que além de abrigar diversos equipamentos importantes como o Centro de Eventos do Ceará, Fórum Clóvis Beviláqua, o Centro de Convenções e a Universidade  de Fortaleza, a região abriga também condomínios e residencias de luxo.

### Comunidade do Dendê
A comunidade do Dendê conta com boa parte de todos os habitantes do bairro. A área limita-se com a Universidade de Fortaleza e está compreendida pelas margens do Rio Cocó, A maioria das famílias que hoje mora no local chegou na década de 1970, após serem removidas das  favelas Verdes Mares, Dom Luiz, Cervejaria Brahma, Cidade 2000, Hospital Geral de Fortaleza e Praia do Meireles.
A Localização dessa comunidade fica entre a rua Hil Morais por trás da Universidade de Fortaleza  e rua C antes do condomínio Village Água Fria, correspondendo somente esse espaço.
A Comunidade do Dendê é amplamente auxiliada pela instituição de ensino presente ao lado, a Universidade de Fortaleza (UNIFOR), que disponibiliza para os moradores oportunidades de emprego e assistências no que tange à saúde, por meio do NAMI(Núcleo de Atenção Médica Integrada), um centro de atenção de nível secundário que atende pacientes pelo SUS(Sistema Único de Saúde) e que dispõe de serviços médicos e ambulatoriais.

### Residencial Dona Yolanda Vidal Queiroz
O Residencial Dona Yolanda Vidal Queiroz é um conjunto habitacional no bairro Edson Queiroz constituído por 94 blocos de 1080 apartamentos, incluindo blocos com apartamentos adaptados para pessoas com deficiência e blocos com apartamentos mistos, projetado para comércio e moradia. Para sua constução, houve investimento de 41,3 milhões de reais procedentes do programa Pró-Moradia, do então Ministério das Cidades, em cooperação com a Caixa Econômica Federal e contrapartida de 2.065.271,62 de reais do Estado.
O Residencial foi destinado às famílias que foram desapropriadas para as obras de urbanização da Comunidade do Dendê, além de populações ribeirinhas ao rio Cocó. As primeiras 528 unidades foram entregues em junho de 2018, e mais 210 em janeiro de 2020.
Situado no limite com a Área de Proteção Permanente do Cocó, a construção foi muito criticada por ambientalistas pela sua localização em faixa de mangues, tendo afetado flora e fauna nativas, com derrubada de centenas de árvores e aterramento de riachos. A Secretaria das Cidades, órgão estadual que executou a obra, alegou que será compensado o prejuízo ambiental com o plantio de árvores em locais ainda não definidos.

## Educação

### Rede pública
- EEFM Dom Antonio de Almeida Lustosa
- EMEIF Professor Francisco Maurício Mattos Dourado
- EMEIF Washington Soares

### Rede particular
- Colégio Ari de Sá Cavalcante
- Escola Yolanda Queiroz
- Colégio Nova Dimensão
- Colégio Batista Santos Dumont
- Escola de Equitação Cristos
- Instituto Educacional Novo Mundo
- Escola Luz do Saber
- Escola Waldorf Micael

## Entidades

### Grupos Solidários
- OFR (Os Faz Raiva) - grupo solidário que ajuda as pessoas carentes do bairro
- Dendê Sol - traz cursos para os jovens do bairro
- CCDS - Conselho Comunitário de Defesa Social do Bairro Edson Queiroz. Tem a Fabrica de Vassoura Pet, Iniciou com a Creche comunitária.